# Barschsee
Der Barschsee ist ein ca. 1,5 ha großer See im Kreis Ostholstein im deutschen Bundesland Schleswig-Holstein nordöstlich der Stadt Malente, etwa 500 Meter nördlich des Kellersees.